# Ferme castrale de Hermalle-sous-Huy

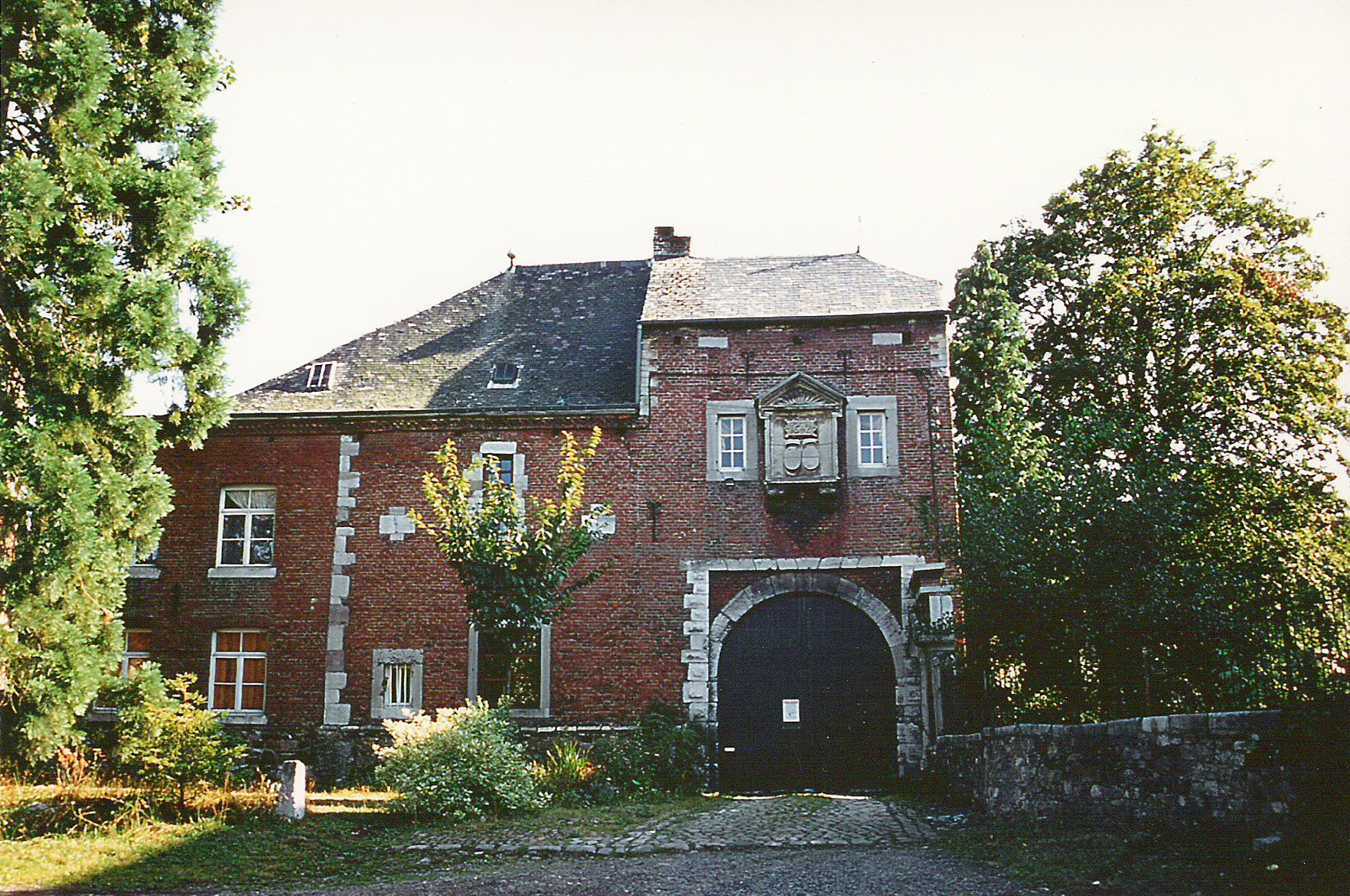
Façade Nord de la Ferme castrale

La ferme castrale de Hermalle-sous-Huy, située en Belgique dans le village de Hermalle-sous-Huy ([ʔɛʁmalsuɥi]), section de la commune d'Engis, dans la vallée de la Meuse en province de Liège, est l'ancienne ferme du château de Hermalle dont l’origine remonte au XIIe siècle.

## Naissance et évolution des bâtiments

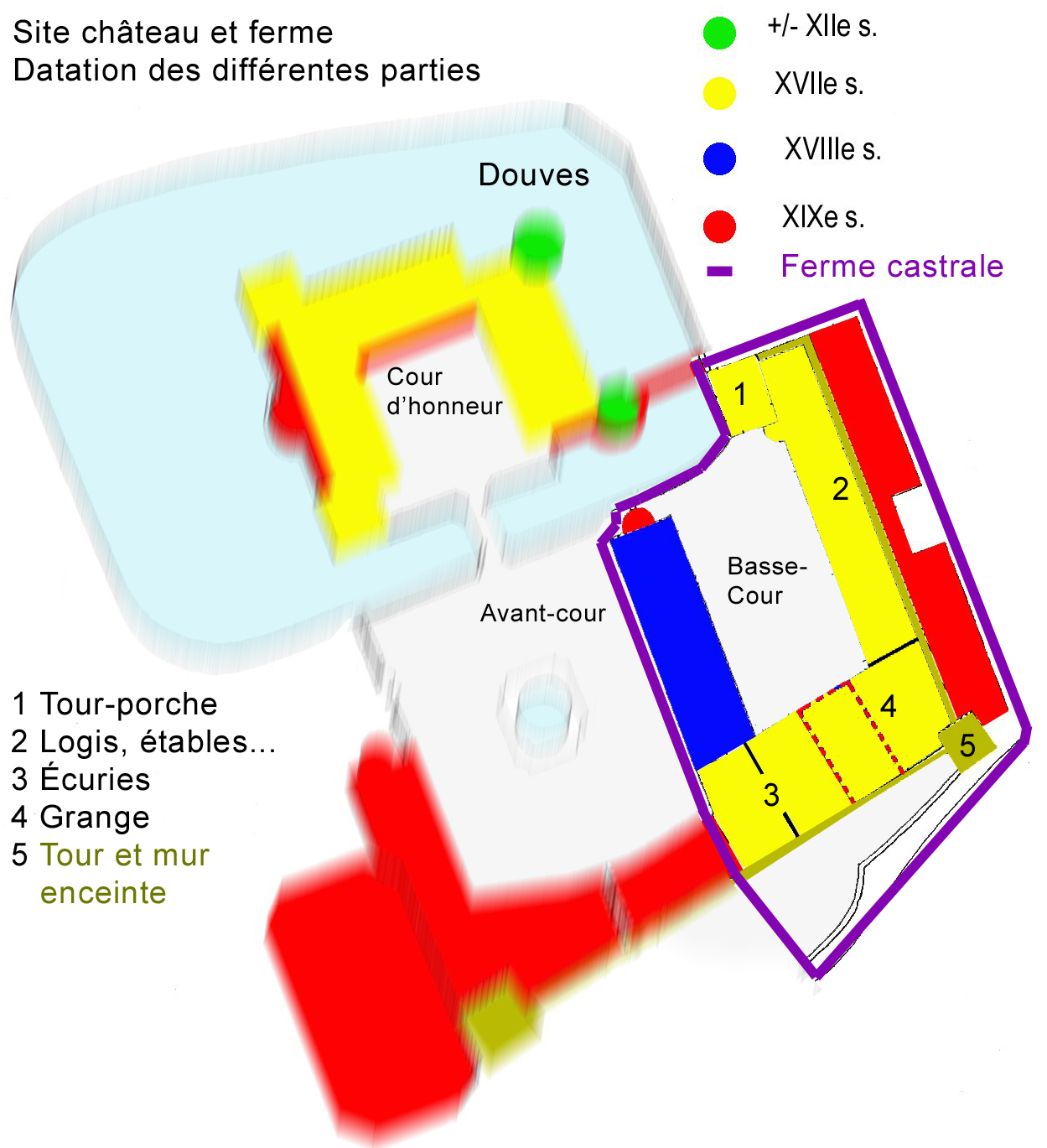
Plan sommaire

Au XVIIe siècle, le comte du Saint-Empire romain Conrard d'Ursel, propriétaire du château de Hermalle, fait rénover et agrandir son bien. 
Il le dote notamment d'une tour-porche d'entrée, avec un portail cintré que surmonte une bretèche en tuffeau ornée d'un cartouche daté 1642 ; on y accède en passant sur un pont à trois arches surplombant les douves, puis en franchissant un pont-levis. 
L'entrée débouche sur un vaste espace clôturé d'un mur d'enceinte marqué de tours cornières à trois niveaux.  
À l'intérieur de cette enceinte, côté est, le comte fait édifier un corps de bâtiment comprenant une habitation pour le fermier et son personnel ainsi que des locaux à vocation d'étables, porcheries, etc., surmontés d'un vaste fenil.
Toujours dans l'enceinte, à l'angle sud-est, une porte charretière cintrée s'ouvre sur une vaste grange « en large ». Dans son prolongement sud, deux écuries sont bâties, avec voutes sur croisées d'ogives et doubleaux retombant sur des piliers monolithes carrés à chapiteaux creusés en cavet.

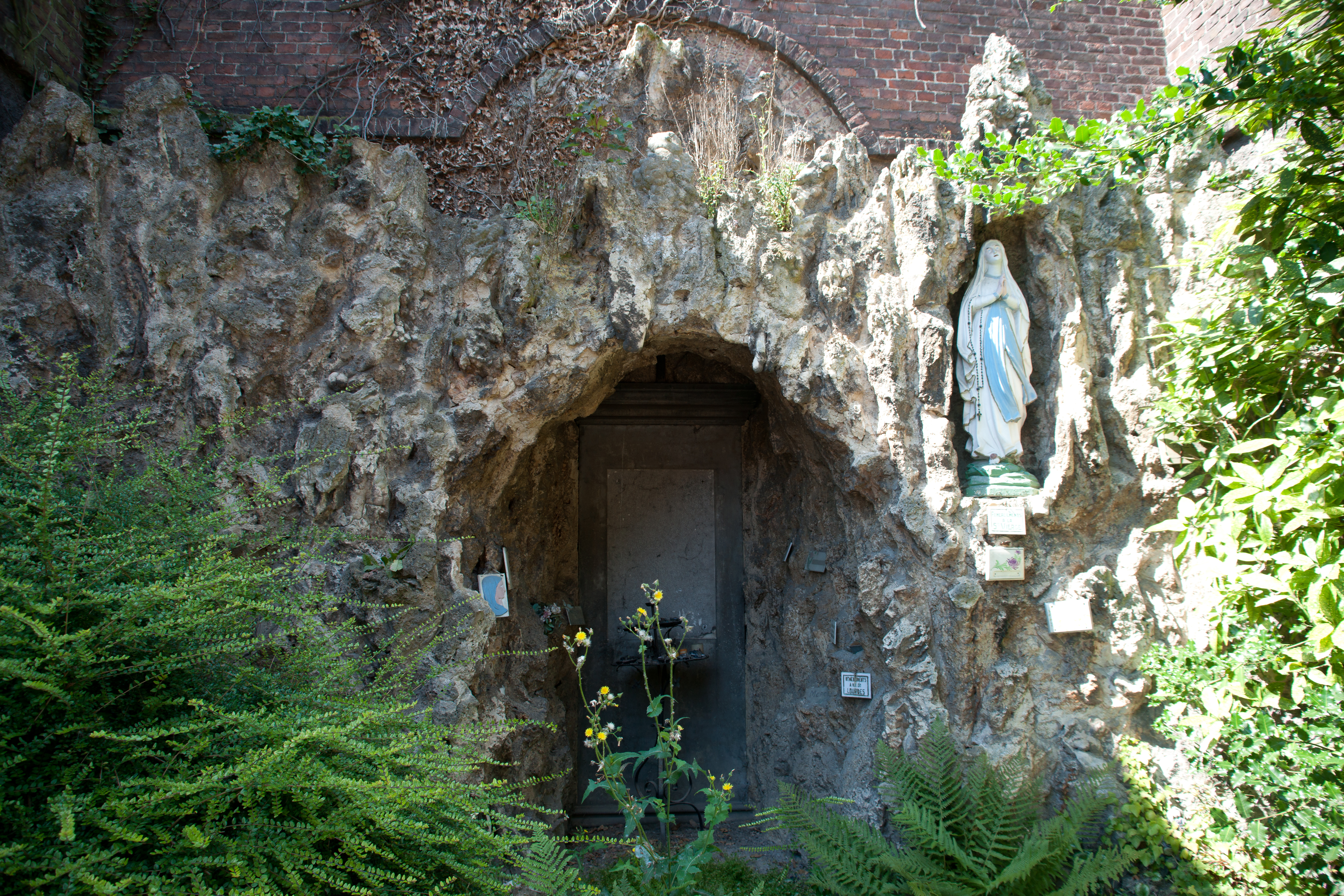
Grotte de Lourdes de Hermalle-sous-Huy

Au XVIIIe siècle, par la construction d'une aile supplémentaire qui sépare la basse-cour de l'avant-cour du château, les bâtiments agricoles deviennent une « ferme en carré » — structure traditionnelle des fermes de Hesbaye et du Condroz —.
Au milieu du XIXe siècle, vers 1856, la ferme, malgré son importante superficie, se révèle trop petite et nécessite un agrandissement qu'entreprend son nouveau propriétaire, le baron Charles Marie Louis de Potesta d’Engismont, un espace est récupéré dans la grange par la construction d'un étage pour constituer au rez-de-chaussée une étable supplémentaire. 
D'autre part, l'aile est est doublée en largeur, au-delà du mur d'enceinte, sur toute sa longueur, sauf à l'emplacement d'une petite parcelle cadastrée cimetière où se trouve le tombeau de Charles Eugène Joseph de Warzée d'Hermalle et où l'on édifie plus tard une grotte de Lourdes. La façade de l'agrandissement met particulièrement ce tombeau en valeur ; dans les années 1960, elle est amputée de presque un tiers de sa hauteur.
La ferme est définitivement isolée de l'avant-cour du château par la construction d'une demi-tourelle et d'un muret au bout de l'aile Ouest.

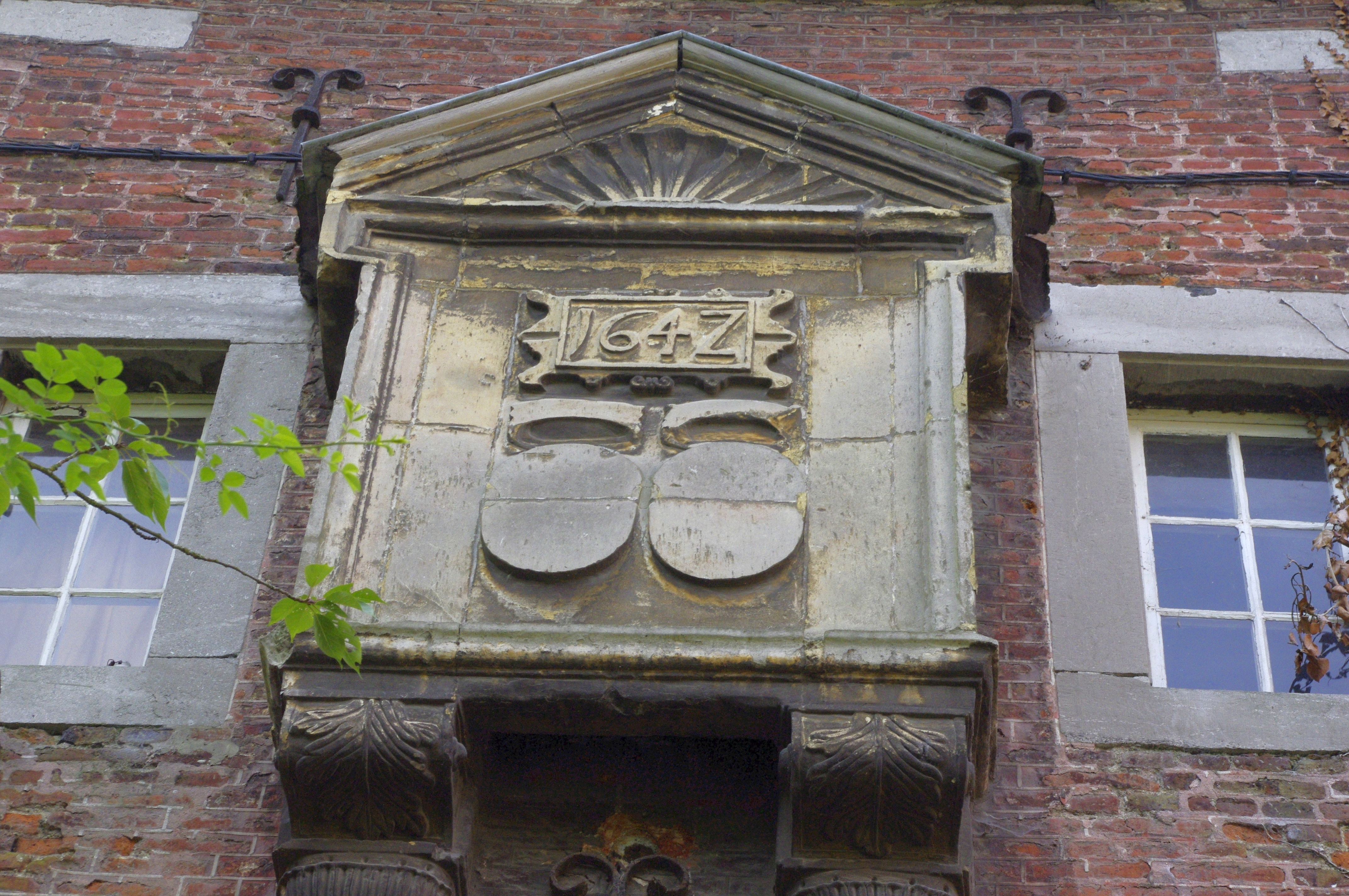
La bretèche de la tour-porche.
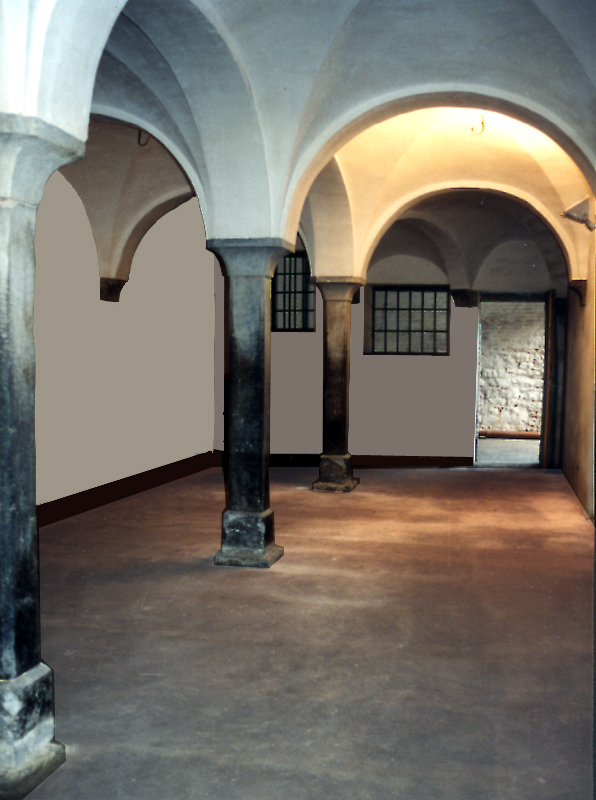
L'une des écuries du XVIIe siècle.
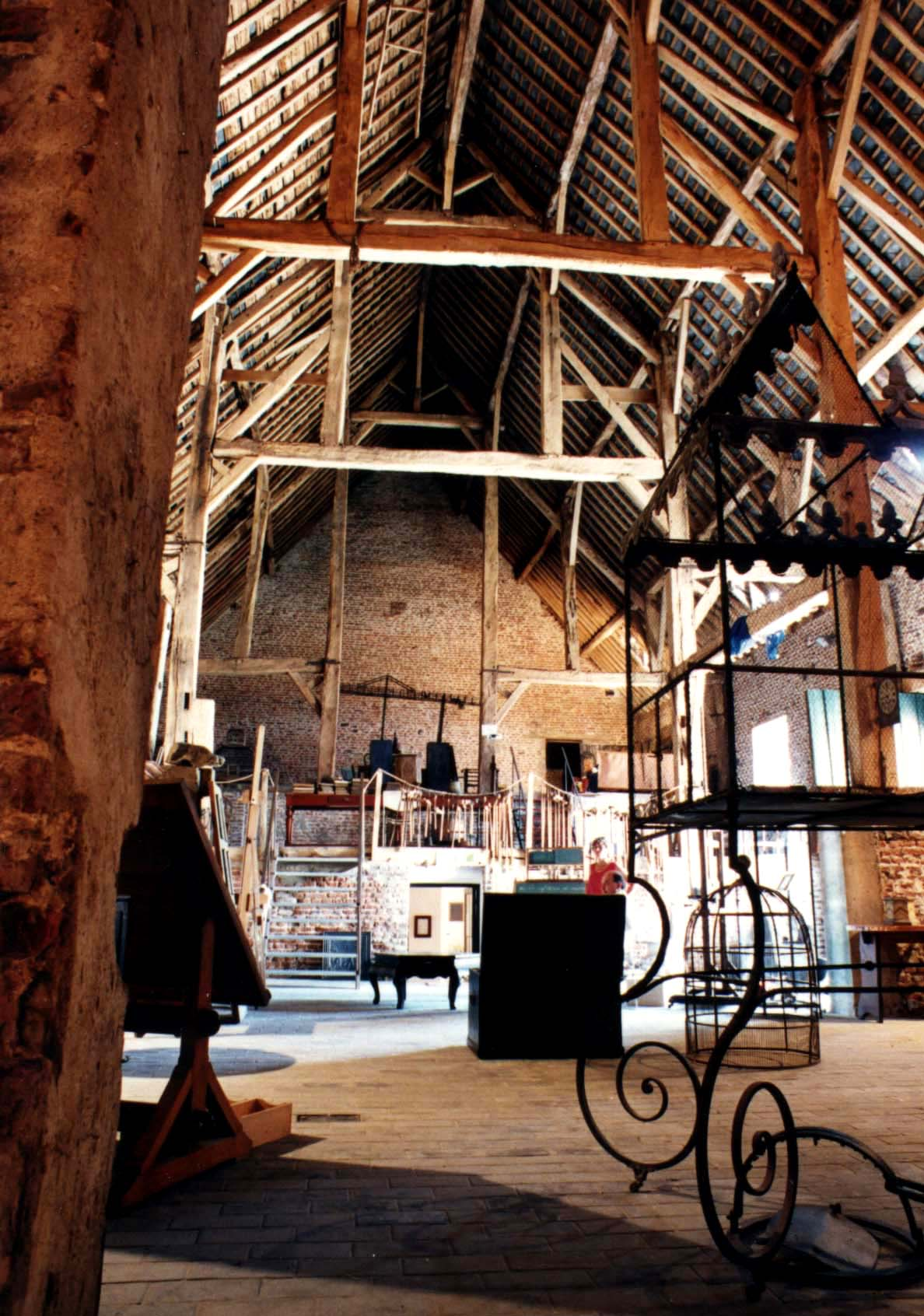
La grange monumentale.
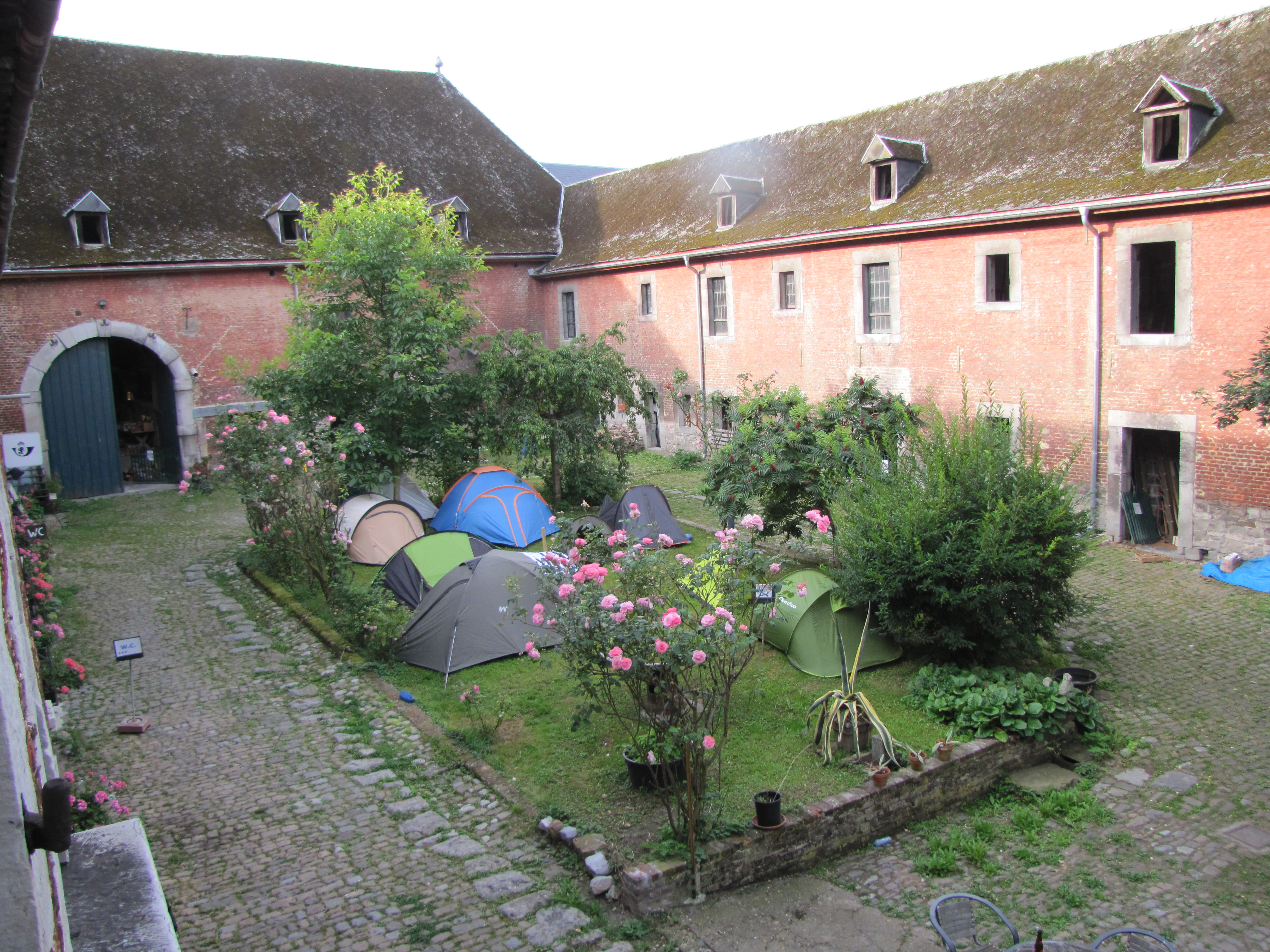
La cour intérieure en aout 2012.

## Caractéristiques architecturales

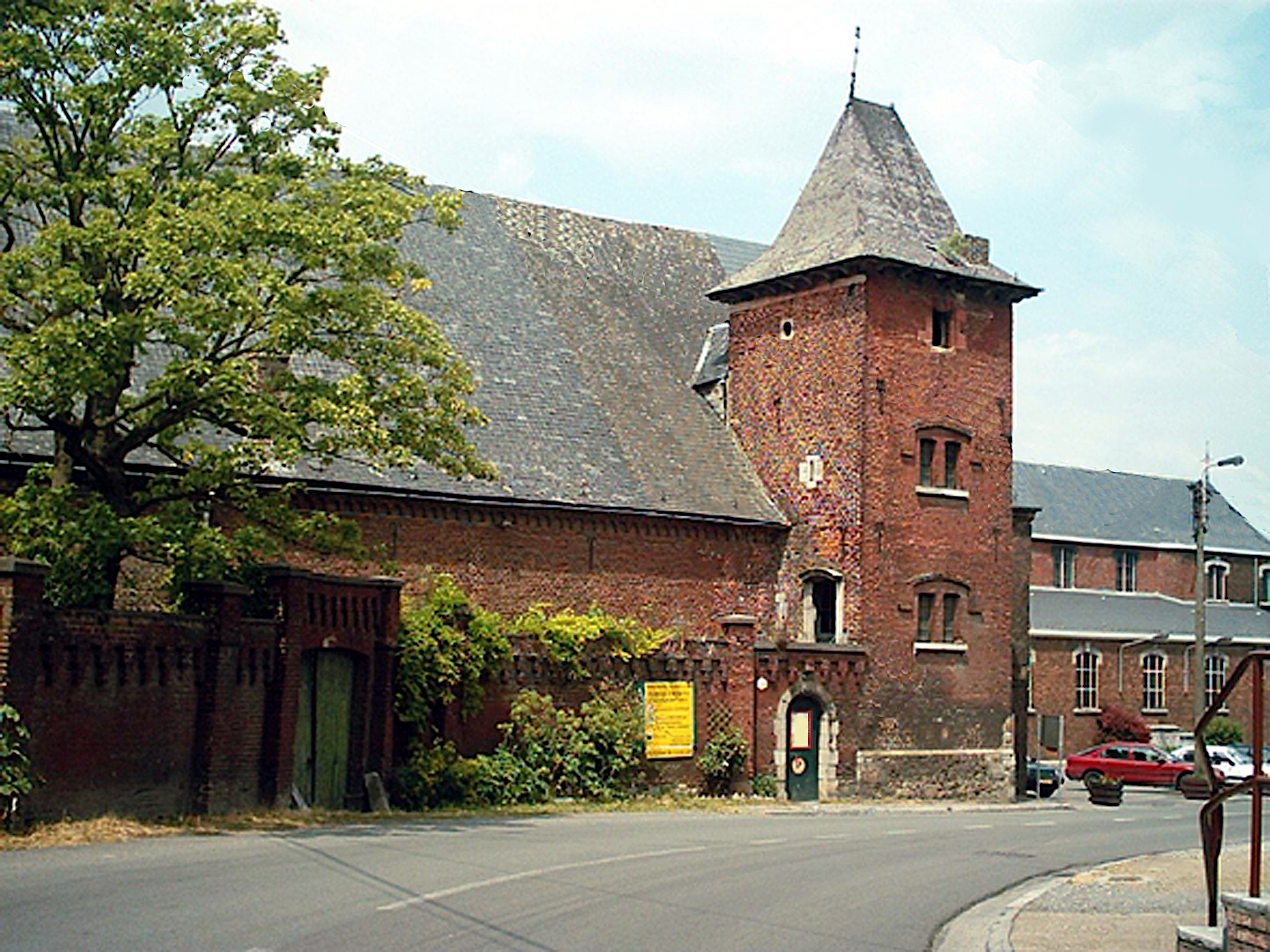
Façade Sud de la Ferme castrale, l'entrée des visiteurs

Les murs extérieurs sont en briques sur un soubassement biseauté de moellons de grès et calcaire. 
Les encadrements des baies, en pierre de taille, diffèrent selon les époques de construction ; en outre, certains linteaux de porte ont été modifiés au XIXe siècle par souci d'esthétisme.
La toiture en ardoise, à croupe et bâtières est plantée, sur les versants du côté cour, de lucarnes à pennes.
Les façades visibles depuis la voie publique sont toutes différentes : 
- au nord, rue Gerée, la façade présente des éléments du XVIIe siècle — notamment la feuillure du tablier du pont-levis, le portail aux montants harpés à bossages et la bretèche — du XVIIIe siècle et du XIXe siècle pour les baies ;
- à l'est, ruelle de l'église Saint-Martin, elle relève, à la suite de l'agrandissement du bâtiment, de l'architecture industrielle ;
- au sud, chaussée Freddy Terwagne, elle est partiellement dissimulée par un mur de clôture élevé au XIXe siècle. Son unique porte par où rentre le public, est faite d'une récupération au cintre posé sur harpes avec Clef d'arc centrale datée 1641 et sculptée aux armes du comte d'Ursel.

La façade extérieure du XVIIIe siècle de l'aile Ouest, donnant sur l'avant-cour du château (privé) n'est pas accessible ; elle a été masquée au XIXe siècle par l'édification d'un mur en trompe-l'œil.

## Nouvelle affectation
Dans le dernier quart du XXe siècle, à la suite de l'arrêt de l'activité agricole, la ferme est laissée à l'abandon et finalement vendue par ses propriétaires de l'époque, la famille de Potesta qui a peu à peu démembré le domaine seigneurial.
Achetée fin 1990 par une coopérative de particuliers, elle connait le début d'une rénovation non encore achevée.  
En septembre 1991, la grange qui possède l'une des plus belles charpentes de la province, est ouverte pour la première fois au public lors des Journées du Patrimoine. Le lieu ainsi que l'exposition qui y est présentée, « Patrimoine culinaire ancien dans les collections privées », reçoivent un tel accueil du public que cela va influencer sur le devenir du bâtiment. Ainsi une association sans but lucratif est créée deux ans plus tard et y développe au fil des ans, tout en aidant à la restauration architecturale, un projet culturel et touristique.
Dans la Ferme castrale se trouvent aujourd'hui les bibliothèque et musée de la Gourmandise, le musée Postes restantes, le syndicat d'initiative local et une bouquinerie.  L'ancien corps de logis constitue une habitation privée et la vieille fumière est devenue un petit jardin d'agrément.

## Patrimoine naturel
La Ferme castrale est située en zone d'intérêt paysager.
Deux arbres sont répertoriés par la région wallonne sur le site :
- un séquoia géant (Sequoiadendron giganteum), dans la drève de la ferme (anciennes douves comblées) qui s'étend le long du mur de l'ancien cimetière de Hermalle ;
- un érable sycomore (Acer pseudoplatanus), dit « arbre du pendu-noyé », au bord des douves, entre la ferme et le château.

## Classement comme monument historique
Le classement du bâtiment par le Gouvernement wallon a été refusé en 2006 mais une nouvelle demande a été faite au début de l'été 2008 accompagnée d'une pétition de soutien ouverte le 31 juillet 2008.
La pétition a réuni 1 118 signatures, dont 146 par internet émanant de la région wallonne mais aussi de la région de Bruxelles-Capitale, de la région flamande, de France, d'Allemagne, du Canada, des Pays-Bas, des États-Unis. D'autres signataires se sont rendus sur place car la presse avait relayé l'information.
Le 7 octobre 2008, le conseil communal d'Engis a voté à l'unanimité la demande de classement à la région wallonne et la demande d'inscription du bâtiment sur la liste de sauvegarde.
La Ferme a été inscrite le 27 avril 2009 sur la liste de sauvegarde de la région wallonne. Le ministre Benoît Lutgen a confirmé au conseil communal d’Engis, le 6 octobre 2010, le classement comme monument intervenu en avril 2009, mais en s’appuyant sur une formulation erronée de l’administration du patrimoine. La Ferme n’est donc toujours pas classée au 20 octobre 2010.
Une enquête publique est annoncée le 23 février 2012 par publication légale dans les journaux ; traditionnellement d'une durée de 15 jours, elle doit se clore le 5 mars suivant.

## Sources bibliographiques
- Le Patrimoine monumental de la Belgique, Wallonie, T. 16/1, Mardaga, Liège, 1992, d/1991/0024/10
- Brochure des journées du Patrimoine en Wallonie, 1991, 1992, 1993, 1994, 1995, 1996, 1997, 1998, 1999, 2000, 2001, 2002, 2003, 2004, 2005, 2006, 2007, 2008
- Hermalle-sous-Huy Un village du val mosan, D/2004/8066/2 –  (ISBN 2-9600307-2-9)
- Châteaux de la Meuse, Ed. FTPL - VVV Zuid-Limburg - Toerisme Limbug - FTPN, 2006
- Hermalle-sous-Huy, Ferme castrale, Fiche du Patrimoine, Ed. DGATLP, Ministère de la Région wallonne
- Jacques Verstraeten, Claire Moreau et Charles-Xavier Ménage, « la Ferme castrale d'Hermalle-sous-Huy » dans Le Patrimoine rural du Pays d'Amay, Carnet du Patrimoine, Éd. Ministère de la Région wallonne, 1996
- Arlette Lemonnier et Claire Marlaire, « Le Pont de Hermalle-sous-Huy - la Ferme castrale d'Hermalle-sous-Huy » dans Ponts d'hier et d'aujourd'hui - Le Pays hutois, Éd. MET, 1999